# 大春日吉野
大春日 吉野（おおかすが の よしの、生没年不詳）は、平安時代前期の貴族。姓は朝臣。

## 経歴
貞観7年（865年）1月、散位従五位下で信濃介に任じた。

## 官歴
『日本三代実録』による。
- 時期不詳：従五位下
- 貞観7年（865年）1月27日：見散位。信濃介